# Barbara Sinatra
Pour les articles homonymes, voir Sinatra.
Barbara Joana Blakeley dite Barbara Marx après son premier mariage puis Barbara Sinatra après son second, née probablement le 10 mars 1927 à Bosworth (Missouri) et morte le 25 juillet 2017 à Rancho Mirage (Californie), est une mannequin, showgirl et scénariste américaine.

## Biographie
Barbara Joana Blakeley a été mariée à Zeppo Marx dont elle a divorcé en 1973 puis elle a été mariée à Frank Sinatra de 1976 jusqu’à la mort de ce dernier en 1998.
Elle a fondé le Barbara Sinatra Children's Center en 1986.

## Ouvrage
- (en) Lady Blue Eyes: My Life with Frank Sinatra, 2011  (ISBN 978-0307382337)